# Nansenia iberica
Nansenia iberica är en fiskart som beskrevs av Matallanas, 1985. Nansenia iberica ingår i släktet Nansenia och familjen Microstomatidae. IUCN kategoriserar arten globalt som otillräckligt studerad. Inga underarter finns listade i Catalogue of Life.